# Shade 45
Shade 45 er en amerikansk radiostation, der spiler ucensueret hip-hop-musik af Eminem og Shady Records og kører på Sirius XM Radio 45 og Dish Network 6045. Den er produceret af Eminem og blev oprettet den 28. oktober 2004.

## Historie
Eminem etablerede sin egen kanal, Shade 45, der spiler ucensueret hip-hop-musik fra kunstnere som Eminem, Drake, 50 Cent, Kendrick Lamar, Dr. Dre, Kanye West, Travis Scott, Action Bronson, Wiz Khalifa, Big Sean, Tech N9ne og Schoolboy Q.
Eminem etablerede også et morgenprogram, Sway in the Morning, der kører klokken 8 om morgenen fra mandag-fredag.